# Baudement
Baudement là một xã trong tỉnh Marne, thuộc vùng Grand Est của nước Pháp, có dân số là 111 người (thời điểm 1999).

## Thông tin nhân khẩu
| 1962 | 1968 | 1975 | 1982 | 1990 | 1999 |
| ---- | ---- | ---- | ---- | ---- | ---- |
| 97   | 98   | 101  | 103  | 103  | 111  |